# Jubilé 2025
Le Jubilé 2025 ou « Jubilé de l'Espérance » est une année sainte de l'Église catholique décrétée par le pape François, avec pour devise « Peregrinantes in spem » (« Pèlerins de l'espérance »). Il s'agit d'un jubilé ordinaire, succédant au jubilé ordinaire de l'an 2000 proclamé par le pape Jean-Paul II et au jubilé extraordinaire de 2016 sur le thème de la miséricorde divine proclamé par le pape François.
Pour les fidèles, ce jubilé est un temps privilégié de conversion, de pénitence, de pardon et de rémission des péchés. C'est aussi une année de joie et d'action de grâce, placée sous le signe de l'espérance.
L'année sainte a été officiellement ouverte le 24 décembre 2024, avec le rite d'ouverture de la porte sainte de la basilique Saint-Pierre à Rome. Elle se poursuivra jusqu'au 6 janvier 2026. 
Tout au long de l'année sainte, le jubilé est décliné en plusieurs grands pèlerinages thématiques à Rome. Pour l'occasion, plus de 30 millions de pèlerins du monde entier sont attendus dans la ville éternelle.  
L'année sainte est aussi vécue dans tous les diocèses du monde à travers la même démarche, qui invite les fidèles à la célébration du jubilé en communion avec l'église universelle. L'ouverture du jubilé est célébrée le 29 décembre 2024 dans les églises particulières. 
Comme lors des précédentes années jubilaires et selon la tradition de l'Église, le jubilé de l'Espérance est associé en particulier à trois signes :
- L'ouverture des portes saintes
- Le pèlerinage vers un lieu saint
- L'indulgence plénière[4].

## Proclamation de l'année sainte
Promulguée le 9 mai 2024, la bulle d'induction Spes non confundit (« L'espérance ne déçoit pas », Rm 5,5) annonce officiellement la tenue du jubilé en 2025 et le place sous le signe de l'espérance. « Puisse l’espérance remplir le cœur de ceux qui liront cette lettre » : tel est le souhait formulé par le souverain pontife à cette occasion.
Ce texte développe à travers vingt-cinq points différents thèmes liés à « l'espérance qui ne passe pas ». Le pape exprime plusieurs appels pour retrouver les signes de l'espérance à travers la paix pour le monde, l'ouverture à la vie, l'attention aux détenus, aux malades, aux pauvres, aux migrants, aux personnes âgées et aux jeunes. Il invite les nations les plus riches à remettre leurs dettes aux pays pauvres. Enfin, le pape appelle à l'unité des chrétiens, 1 700 ans après le concile de Nicée,.

## Signes de l'année jubilaire

### Ouverture des portes saintes

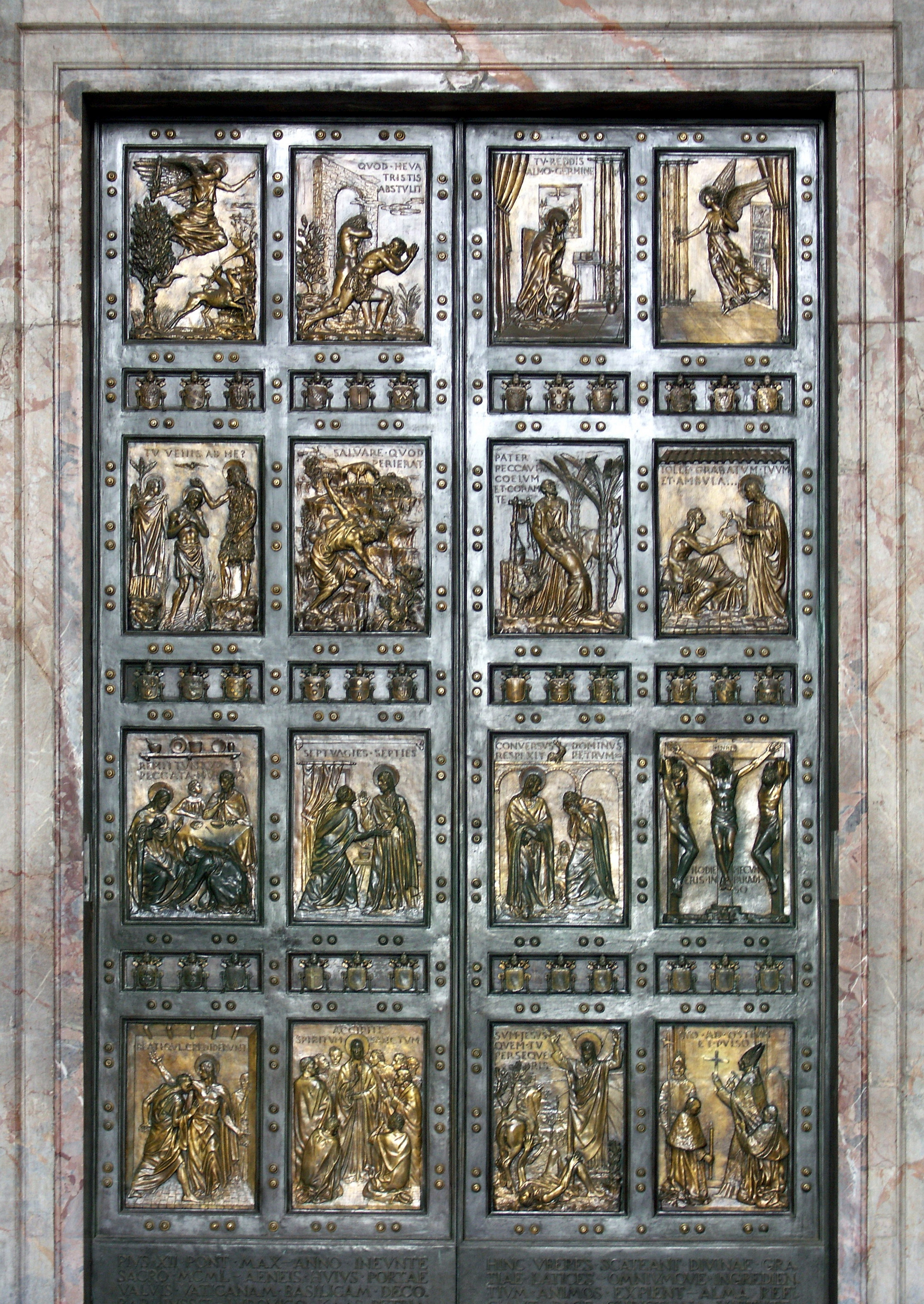
La Porte sainte de la basilique Saint-Pierre.

Pendant la durée du jubilé, cinq portes saintes sont ouvertes à Rome. Les fidèles sont appelés à franchir une de ces portes saintes dans une démarche de pèlerinage. Ce franchissement symbolise le passage que les chrétiens sont appelés à effectuer du péché vers la grâce. Il est aussi une référence à la phrase « Moi, je suis la porte. Si quelqu’un entre en passant par moi, il sera sauvé » prononcée par Jésus dans l'Évangile selon Jean (Jn 10,9).
Le commencement du jubilé est marqué par l'ouverture de la porte sainte de la basilique Saint-Pierre. Celle-ci est ouverte le 24 décembre 2024.
Les portes saintes de chacune des trois autres basiliques majeures de Rome sont ensuite ouvertes à la basilique Saint-Jean-de-Latran, à la basilique Saint-Paul-hors-les-Murs, et à la basilique Sainte-Marie-Majeure. Ces portes, habituellement murées, sont ouvertes uniquement à l'occasion d'un jubilé.
Pour la première fois dans le cadre d'un jubilé ordinaire, une porte sainte est aussi ouverte dans le centre pénitentiaire de Rebibbia par le pape François, deux jours après l'ouverture de la porte sainte de la basilique Saint-Pierre. Le pape François souhaite qu'elle soit un signe d'espérance pour les détenus. Il déclare lors de l'ouverture de la porte : « Les cœurs fermés, les cœurs durs, n’aident pas à vivre. C’est pourquoi la grâce d’un Jubilé est d’ouvrir grand, d’ouvrir et, surtout, d’ouvrir les cœurs à l’espérance. »

### Pèlerinage
Le pèlerinage est une dimension importante de l'expérience jubilaire, qui invite les fidèles à se mettre en chemin et à franchir les frontières. Pour les chrétiens, le pèlerinage doit être vécu comme une expérience de conversion visant à transformer leur existence pour l'orienter vers Dieu et reconnaître l'importance de la foi dans leur vie,. Le pape François écrit : « Le Jubilé de 2025, avec la dimension essentielle de l'espérance, doit nous pousser à une prise de conscience toujours plus grande du fait que la foi est un pèlerinage et que nous sommes, sur cette terre, des pèlerins. »

### Indulgence plénière
Le Jubilé de l'Espérance donne aux fidèles la possibilité de recevoir une indulgence plénière. Cette indulgence peut être obtenue en faisant un pèlerinage (ou une visite) vers un lieu saint ou en pratiquant des œuvres de miséricorde. Le fidèle doit également suivre les prescriptions suivantes : la communion, le sacrement de réconciliation et la prière aux intentions du Saint-Père,.

## Sens spirituel du jubilé de l'espérance

### Année sainte
Lors de l'année sainte, les fidèles sont invités à vivre une expérience spirituelle et à raviver leur foi.
Pour Jean-Paul II, « le temps du jubilé nous introduit dans le vigoureux langage qu'emploie la pédagogie divine du salut pour inciter l'homme à la conversion et à la pénitence, principe et voie de sa réhabilitation, et condition pour retrouver ce qu'il ne pourrait atteindre par ses seules forces : l'amitié de Dieu, sa grâce, la vie surnaturelle, la seule où puissent être satisfaites les aspirations les plus profondes du cœur humain. »

### Orientation spirituelle
L'orientation spirituelle donnée au jubilé 2025 est liée à sa devise « pèlerins de l'espérance » :
- Pèlerins : le jubilé est une occasion de pèlerinage. Pour le pape François : « Se mettre en marche est caractéristique de celui qui va à la recherche du sens de la vie. Le pèlerinage à pied est très propice à la redécouverte de la valeur du silence, de l’effort, de l’essentiel[2]. »
- De l'espérance : l'année sainte constitue un moment fort « pour nourrir et fortifier l’espérance, compagne irremplaçable qui laisse entrevoir le but : la rencontre avec le Seigneur Jésus ». Elle permet de « faire l'expérience vivante de l'amour de Dieu qui suscite dans le cœur l'espérance certaine du salut dans le Christ[2]. »

### Prière du jubilé
Une prière spécifique a été écrite pour accompagner les fidèles au cours de l'année jubilaire :
« Père céleste, en ton fils Jésus-Christ, notre frère, tu nous as donné la foi, et tu as répandu dans nos cœurs par l’Esprit Saint, la flamme de la charité. Qu’elles réveillent en nous la bienheureuse espérance de l’avènement de ton Royaume.
Que ta grâce nous transforme, pour que nous puissions faire fructifier les semences de l’Évangile, qui feront grandir l’humanité et la création tout entière, dans l’attente confiante des cieux nouveaux et de la terre nouvelle, lorsque les puissances du mal seront vaincues, et ta gloire manifestée pour toujours.
Que la grâce du Jubilé, qui fait de nous des Pèlerins d’Espérance, ravive en nous l’aspiration aux biens célestes et répande sur le monde entier la joie et la paix de notre Rédempteur. À toi, Dieu béni dans l’éternité, la louange et la gloire pour les siècles des siècles. Amen»

## Célébration du jubilé dans les églises particulières

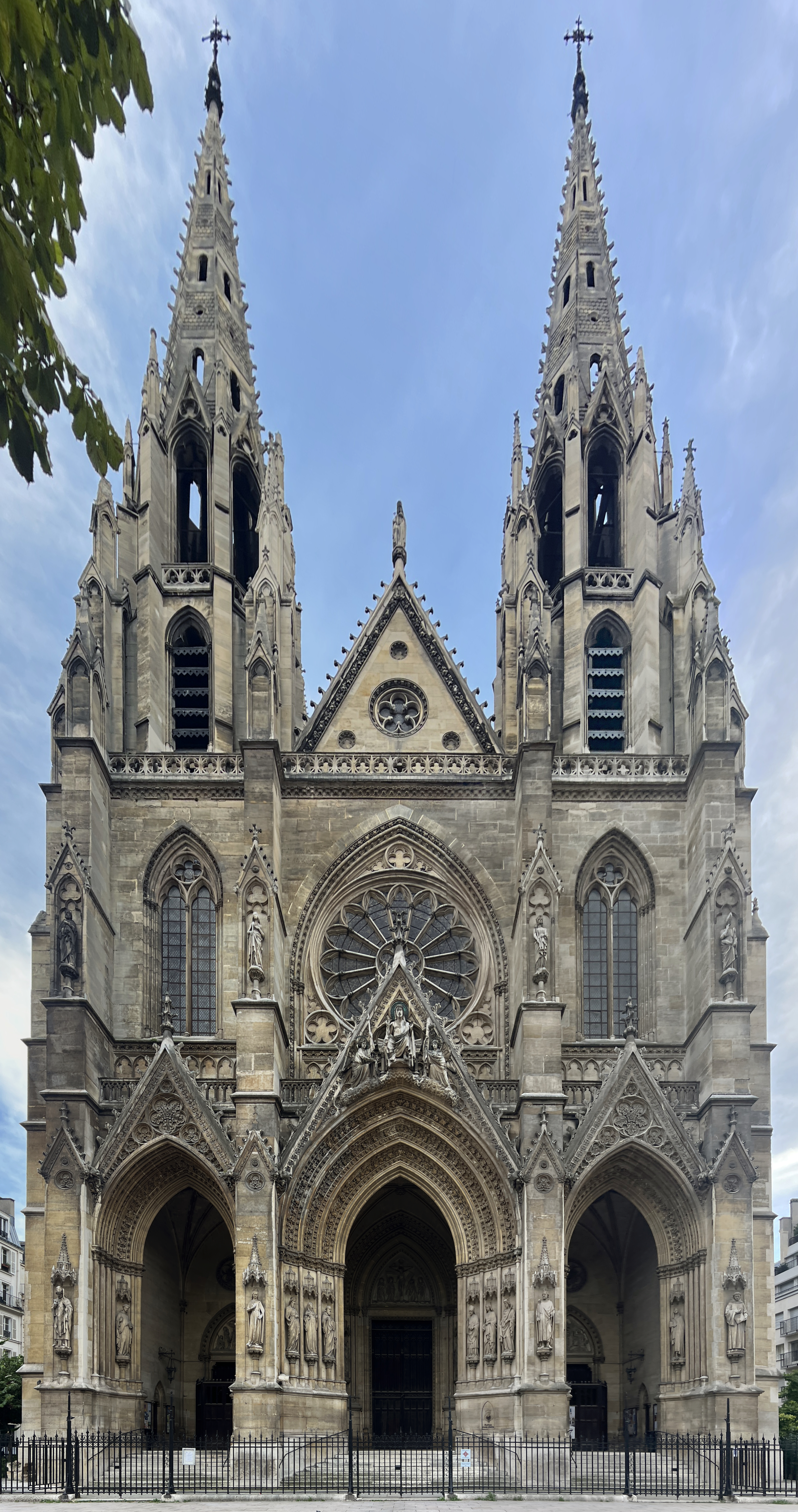
La basilique Sainte-Clotilde à Paris est une des six basiliques désignées églises jubilaires par Laurent Ulrich pour l'archidiocèse de Paris.

Selon la volonté du pape François et comme lors des précédents jubilés, la célébration de l'année sainte s'étend à tous les diocèses de l'Église catholique, afin que « le Peuple de Dieu accueille avec une pleine participation tant l’annonce d’espérance de la grâce de Dieu que les signes qui en attestent l’efficacité. »
Dans chaque diocèse, une ou plusieurs églises sont désignées comme églises jubilaires. Même s'ils ne se rendent pas à Rome, les fidèles sont invités à se rendre en pèlerinage dans une de ces églises jubilaires. Dans certains diocèses, des parcours spécifiques « Jubilé 2025 » sont mis en place pour accueillir les pèlerins.

## Symboles officiels

### Logo du jubilé
À la suite d'un concours lancé par le Vatican pour choisir le logo de l'Année sainte, c'est le projet du graphiste italien Giacomo Travisani qui est retenu, puis révélé le 28 juin 2022. Quatre figures stylisées représentent l'humanité issue des quatre coins du monde, qui s'étreignent en signe de fraternité. Le groupe s'accroche à la croix et à l'ancre pour traverser les eaux mouvementées de la vie. L'image rappelle aussi que le chemin du pèlerin n’est pas individuel mais communautaire.

### Hymne du jubilé
Un hymne officiel est composé sur un texte de l'italien Pierangelo Sequeri. La musique, sélectionnée à la suite d'un concours international, est composée par le Maestro Francesco Meneghello de Padoue. Le texte français est adapté par le Service national de pastorale liturgique et sacramentelle.

### Mascotte du jubilé
« Luce », la mascotte du jubilé est présentée le 28 octobre 2024 par Rino Fisichella. Elle est réalisée par l'artiste italien Simone Legno et inspirée de la culture kawaii. Pour Simone Legno, cette mascotte est « une occasion unique de rencontre et de dialogue pour des millions de personnes, dont de nombreux jeunes ».

## Préparatifs
Le 26 décembre 2021, le pape François confie au Conseil pontifical pour la promotion de la nouvelle évangélisation (fusionné en en 2022 avec la Congrégation pour l'évangélisation des peuples pour former le Dicastère pour l'évangélisation) l'organisation du Jubilé, comme ce fut le cas pour le Jubilé de la Miséricorde en 2015
Le 13 janvier 2022, Rino Fisichella révèle le thème du Jubilé, « Pèlerins de l'espérance », validé par le pape quelques jours plus tôt. Le 11 février 2022, le pape annonce la tenue du Jubilé en 2025 dans une lettre à Rino Fisichella, président du Conseil pontifical pour la promotion de la nouvelle évangélisation. Dans cette lettre, il affirme sa volonté que le Jubilé soit une occasion de « favoriser grandement la recomposition d’un climat d’espérance et de confiance » après deux ans de pandémie.
Parallèlement, un concours est lancé par le Vatican pour choisir le logo de l'Année sainte. C'est le graphiste italien Giacomo Travisani qui remporte le concours avec son logo révélé le 28 juin 2022.
Le 9 mai 2024, en la solennité de l'Ascension, le pape François publie la bulle d'indiction, Spes non confundit (« L'espérance ne déçoit pas », Rm 5,5), annonçant officiellement la tenue du Jubilé en 2025.
Le 13 mai suivant, le cardinal Angelo De Donatis, pénitencier majeur, annonce les conditions pour obtenir l'indulgence plénière au cours du Jubilé. Les fidèles désireux de recevoir l'indulgence plénière doivent ainsi participer à l'Eucharistie, recevoir le sacrement de réconciliation, prier aux intentions du pape et effectuer un pèlerinage ou un acte de miséricorde ou de pénitence,.
Le 28 octobre 2024, Rino Fisichella révèle la mascotte du Jubilé, Luce (« Lumière » en italien), inspirée de la culture pop japonaise et qui a très rapidement fait parler d'elle sur les réseaux sociaux.

### Participation des pouvoirs publics italiens
Le 31 janvier 2022, le gouvernement italien nomme Roberto Gualtieri, maire de Rome, commissaire extraordinaire pour le Jubilé 2025, chargé des questions logistiques de l'évènement. L'État italien crée aussi une entreprise pour gérer les investissements publics dans le cadré du Jubilé, s'élevant à hauteur d'un milliard d'euros.
Le 19 avril 2023, une première rencontre bilatérale est organisée entre le gouvernement italien, représentée par Giorgia Meloni et plusieurs ministres, et le Saint-Siège, représenté par le cardinal-secrétaire d'État Pietro Parolin, Rino Fisichella et plusieurs autres prélats. Cette rencontre a permis de faire le point sur l'organisation du Jubilé, notamment en matière de sécurité, de santé, de visas ou encore de transports.

## Évènements

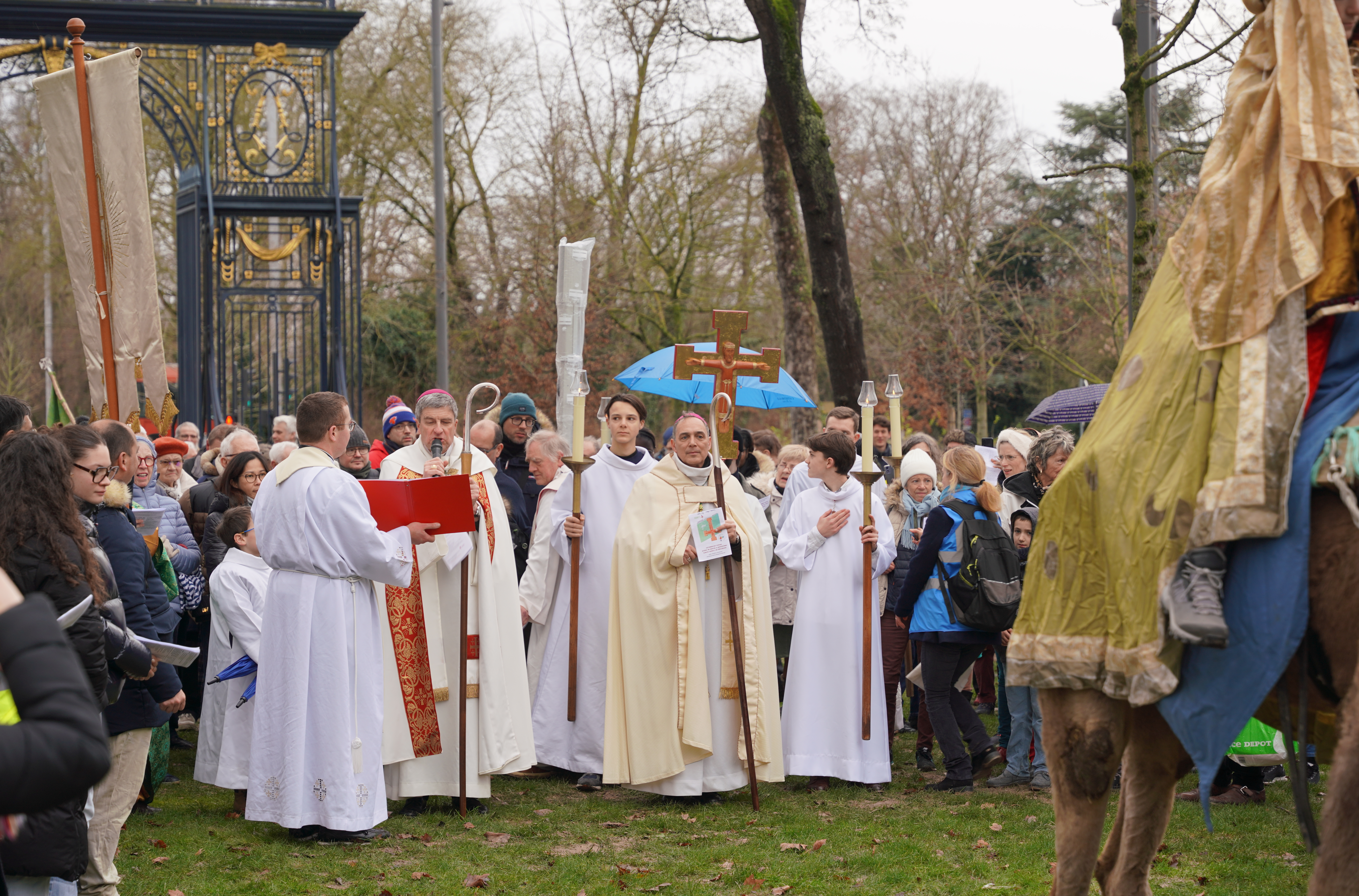
Lancement de l'année du Jubilé 2025 pour l'archidiocèse de Reims.

- 24 décembre 2024 : ouverture du Jubilé et de la Porte sainte de la basilique Saint-Pierre par le pape François[29]
- 26 décembre 2024 : ouverture d'une seconde Porte sainte à la prison de Rebibbia, à Rome, par le pape François[30]
- 29 décembre 2024 : ouverture de la Porte sainte de la basilique Saint-Jean-de-Latran par le cardinal Baldassare Reina, cardinal-vicaire et archiprêtre de la basilique[31]
- 1er janvier 2025 : ouverture de la Porte sainte de la basilique Sainte-Marie-Majeure par le cardinal Rolandas Makrickas, archiprêtre coadjuteur de la basilique[32]
- 5 janvier 2025 : ouverture de la dernière Porte sainte à la basilique Saint-Paul-hors-les-Murs par son archiprêtre, le cardinal James Michael Harvey[33]
- 9 janvier 2025 : Santo Marcianò, archevêque aux Armées italiennes désigne le navire Amerigo Vespucci comme église du Jubilé[34]
- 11 janvier 2025 : première audience jubilaire[35]
- du 24 janvier au 26 janvier 2025 : jubilé du monde de la communication[36]
- janvier 2025, le Vatican a désigné ce spectacle Bernadette de Lourdes comme le « spectacle officiel du Jubilé 2025 »[37]
- du 8 février au 9 février 2025 : jubilé des forces armées, de la police et des agents de sécurité[38],[39]
- du 15 février au 18 février 2025 : jubilé des artistes et du monde de la culture[40]
- du 21 février au 23 février 2025 : jubilé des diacres[41]
- du 8 mars au 9 mars 2025 : jubilé du monde du volontariat[42]
- du 28 mars au 30 mars 2025 : jubilé des prêtres institués « Missionnaires de la Miséricorde »[43]
- du 5 avril au 6 avril 2025 : jubilé des malades et du monde de la santé[44]
- 21 avril 2025 : mort du pape François
- 26 avril 2025 : funérailles du pape François, en présence de milliers d'adolescents présents à Rome pour le jubilé[45]
- du 25 avril au 27 avril 2025 : jubilé des adolescents[46]
- du 28 avril au 29 avril 2025 : jubilé des personnes en situation de handicap[47]
- du 1er mai au 4 mai 2025 : jubilé des travailleurs[48]
- du 4 mai au 5 mai 2025 : jubilé du monde de l'entreprise[49]
- du 7 mai au 8 mai 2025 : conclave consécutif à la mort de François et élection de Léon XIV
- du 11 mai au 12 mai 2025 : jubilé des bandes et du spectacle populaire[50]
- du 12 mai au 14 mai 2025 : jubilé des Églises orientales[51]
- du 16 mai au 18 mai 2025 : jubilé des confréries[52]
- du 30 mai au 1er juin 2025 : jubilé des familles, des enfants, des grands-parents et des personnes âgées[53]
- du 7 juin au 8 juin 2025 : jubilé des mouvements, des associations et des communautés nouvelles[54]
- 9 juin 2025 : jubilé du Saint-Siège[55]
- du 14 juin au 15 juin 2025 : jubilé du sport[56]
- du 21 juin au 22 juin 2025 : jubilé des pouvoirs publics[57]
- du 23 juin au 24 juin 2025 : jubilé des séminaristes[58]
- 25 juin 2025 : jubilé des évêques[59]
- du 25 juin au 27 juin 2025 : jubilé des prêtres[60]
- du 28 juillet au 29 juillet 2025 : jubilé des missionnaires du monde digital et des influenceurs catholiques[61]
- du 28 juillet au 3 août 2025 : jubilé des jeunes[62], clôturé par une veillée et une messe réunissant un million de jeunes[63]